# Передбачення кристалічної структури
Передбачення кристалічної структури — прогнозування параметрів кристалічної структури речовини, кристали якої не досліджені експериментально.

## Загальна характеристика
Розробка надійних методів прогнозування кристалічної структури сполук, заснованих на їх молекулярній будові, є однією з найважливіших задач фізики і хімії. Для вирішення цього завдання використовуються різні обчислювальні методи, такі як алгоритм імітації відпалу, еволюційні алгоритми, розподілений мультипольний  аналіз, метод випадкових блукань,  теорія функціонала густини, молекулярна механіка та інші .

## Історія
В першій половині ХХ століття Лайнус Полінг опублікував низку наукових статей з описом проведених ним дифракційних досліджень, доповнених квантово-механічними розрахунками. Ці дослідження дозволили йому сформулювати п’ять правил про структуру кристалів, відомих зараз, як  правила Полінга і дозволяющих вченим передбачати характер зв’язків, об’єднуючих атоми в молекули. Правила Полінга виявилися корисними для уточнення структури простих іоних кристалів.  
Однак,  уточнення та прогнозування — це зовсім різні речі. Найчастіше, під прогнозуванням кристалічної структури розуміється пошук мінімуму енергії просторового розташування атомів (або, в разі молекулярних кристалів, молекул).  Таке розуміння прогнозування витікає з відповіді на питання: якою буде найбільш стійка і, відповідно, найбільш ймовірна будова кристала, хімічний склад якого відомий. Узагальнена відповідь на це питання достатньо «проста»: найбільш стійка атомна конфігурація відповідає мінімуму енергії міжатомної взаємодії. 
Строгого математичного рішення знаходження енергетичних мінімумів кристалічної структури заданого хімічного складу не існує, але використовувані обчислювальні методи постійно вдосконалюються і дозволяють успішно прогнозувати стабільні і метастабільні кристалічні структури.  
Для складних немолекулярних кристалів  найкращі результати виходять   при використанні алгоритмів метадинаміки  і при використанні еволюційного алгоритму USPEX .
Останній алгоритм здатний отримувати рішення задачі глобальної оптимізації з точністю до декількох сотень ступенів свободи, в той час як алгоритми метадинаміки дозволяють скоротити всі структурні змінні до невеликої вибірки «повільних» узагальнених змінних, що часто призводить до отримання стійкого рішення.

## Молекулярні кристали.
Прогнозування органічних кристалічних структур є важливим завданням як для фундаментальної, так і для прикладної науки, зокрема для отримання нових фармацевтичних препаратів і пігментів, де поліморфізм структур є принциповим. Кристалічні структури молекулярних речовин, особливо органічних сполук, дуже важко прогнозувати і класифікувати по стабільності. Міжмолекулярні взаємодії порівняно слабкі, ненаправлені є далекодіючими .  Це призводить до характерної для цих з'єднань кристалічній решітці і дуже невеликої відмінності у вільній енергії різних поліморфних форм (часто лише кілька кДж / моль і дуже рідко перевищує 10 кДж / моль). Методи передбачення кристалічної структури часто дозволяють знайти безліч можливих структур в межах цього невеликого діапазону енергій. Такі невеликі енергетичні відмінності складно передбачити з високим ступенем надійності і з використанням розумних обчислювальних ресурсів.
На початку 2000-років  було досягнуто значного прогресу в передбачені структур малих органічних молекул — була доведена ефективність декількох різних методів . Деякі з них дозволяють робити початковий розрахунок і класифікацію енергії всіх можливих кристалічних структур за допомогою виборчого молекулярно-механічного силового поля з подальшим використанням дисперсно-виправленої теорії функціонала густини для оцінки енергії ґратки і стабільності прогнозованих структур .

## Програмне забезпечення для передбачення кристалічних структур.
Наступні програмні продукти дозволяють здійснити прогноз стабільних і метастабільних структур заданого хімічного складу при різних зовнішніх умовах (тиску і температурі):
CALYPSO — прогнозує стабільні і метастабільні кристалічні структури при заданих зовнішніх умовах методом рою частинок. Дані про структуру можуть бути використані для розробки багатофункціональних матеріалів (надпровідних, термоелектричних, надтвердих тощо). Безкоштовно для академічних дослідників. Регулярно оновлюється.
GULP — пакет, який реалізує метод Монте-Карло і генетичні алгоритми для атомних кристалів. GULP базується на класичних силових полях, але працює з багатьма типами силових полів. Безкоштовно для академічних дослідників. Регулярно оновлюється.
GASP — прогнозує структуру і склад стабільних і метастабільних фаз кристалів, молекул, атомних кластерів і дефектів виходячи з перших принципів. Може бути сумісне з іншими програмами в тому числі: VASP, LAMMPS, MOPAC, Gulp, JDFTx. Безкоштовний в використанні і регулярно оновлюється.
GRACE — використовує теорію функціонала густини з корекцією дисперсії (англ. d-DFT). Комерційний продукт, розроблений для передбачення молекулярних кристалічних структур, особливо в фармацевтичній промисловості.
USPEX — програмне забезпечення, розроблене з використанням еволюційного алгоритму і інших методів (метод випадкової вибірки, еволюційної метадинаміки, покращений метод рою часток). Може бути використаний для атомних або молекулярних кристалів, об'ємних кристалів, наночастинок, полімерів; може оптимізувати енергетичні та інші фізичні властивості. На додаток до знаходження структури заданого складу, можна визначити всі стабільні композиції в багатокомпонентної системі змінного складу. Безкоштовно для академічних дослідників. Регулярно оновлюється.
XtalOpt — реалізація еволюційного алгоритму з відкритим вихідним кодом.